# Ansitz Melans
Ansitz Melans är en herrgård i Österrike.   Den ligger i distriktet Innsbruck-Land och förbundslandet Tyrolen, i den västra delen av landet, 400 km väster om huvudstaden Wien. Schloss Melans ligger 677 meter över havet.
Terrängen runt Schloss Melans är bergig norrut, men söderut är den kuperad. Schloss Melans ligger nere i en dal. Runt Schloss Melans är det ganska tätbefolkat, med 80 invånare per kvadratkilometer.. Närmaste större samhälle är Innsbruck, 9,0 km sydväst om Schloss Melans. 
I omgivningarna runt Schloss Melans växer i huvudsak blandskog.